# Jan Bezzemek
Jan  zvaný Bezzemek (anglonormansky Johan sans Terre, anglicky John Lackland, 26. prosince 1166 Oxford – 18./19. října 1216) byl králem Anglie z rodu Plantagenetů a poslední panovník anjouovské říše. Na anglický trůn nastoupil 6. dubna 1199 po svém starším bratrovi Richardu I. Lvím srdci a vládl až do své smrti v roce 1216.
Přídomek Bezzemek dostal kvůli tomu, že jako nejmladší z pěti synů Jindřicha II. a Eleonory Akvitánské neměl zdědit žádná významná panství. V průběhu vlády navíc ztratil ve prospěch francouzského krále Filipa II. Augusta normandské a většinu akvitánského vévodství a další rodové državy ve Francii, což bylo potvrzeno v bitvě u Bouvines v roce 1214. Naproti tomu vybudoval silné loďstvo, s nímž se mu podařilo zničit francouzskou flotu v bitvě u Damme, je proto některými autory považován za zakladatele Royal Navy.
Jeho popudlivost, panovačnost, věrolomnost a mstivost hodně přispěla ke sporům s barony, které vyústily v několik povstání a občanských válek. Vzbouřenými barony byl po porážce u Bouvines přinucen podepsat Magnu Chartu, která omezila jeho moc a je považována za významný krok ve vývoji britského parlamentarismu. Později došlo k novému obnovení bojů, během níž ve vojensky beznadějné situaci zemřel na vyčerpání a úplavici.
Z literatury a filmové produkce je znám zejména z příběhů Robina Hooda, který proti němu měl bojovat, je nutno ale poznamenat, že jednak nevíme, zda Hood vůbec existoval, jednak rané verze legendy o něm byly situovány do doby podstatně pozdější.

## Mládí
Jindřich svého nejmladšího syna zřejmě určil pro církevní kariéru a byl odeslán na výchovu do kláštera Fontevrault. Zatímco jeho starším bratrům byly určeny budoucí podíly a Jindřich Mladík byl 1170 korunován na krále – ač bez reálné moci, Jana otec nazval „Bezzemkem“.
Jindřich si však chtěl pojistit svůj vliv v Savojsku a proto Jana jako dítě zasnoubil s Alicí, dcerou a dědičkou Humberta III. Savojského. Jindřich slíbil Janovi věnovat hrady v Normandii, které dříve slíbil jeho bratru Geoffroyovi, což bylo určitou dobu předmětem sporu mezi Geoffroyem a jeho otcem. Starší bratři se proto účastnili odboje proti svému otci, za podpory jejich matky Eleanory, která byla manželem roku 1173 uvězněna. Alice se připojila k anglickému dvoru a zemřela ještě před svatbou.
Jindřichův oblíbený syn Jan získal pověst zrádce, protože se občas spolčil se svými staršími bratry, ale občas proti nim. Zdá se, že prudký temperament podědili po předcích z obou stran.
| „                   | Od Ďábla jsme přišli a k Ďáblu se vrátíme... | “ |
| — Richard Lví srdce |                                              |   |

Roku 1184 si Jan i Richard činili nárok stát se dědici Akvitánie, což byl jen jeden z mnoha sporů mezi nimi. Roku 1185 se Jan stal pánem Irska, ale jeho obyvatelé jím pohrdali a tak musel po krátké době Irsko opustit.

## Vláda

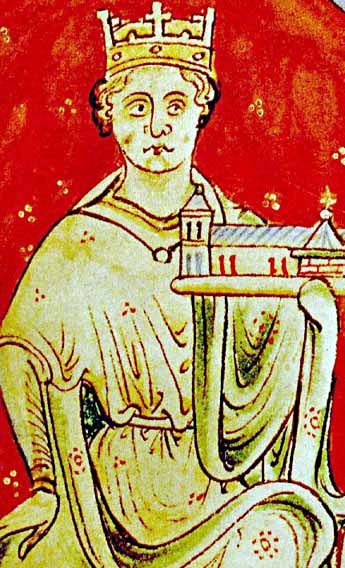
Jan jako anglický král (středověká iluminace)

### Spor s Arturem
Když Richard zemřel, nebyl Jan považován za jeho nástupce bez problémů. Někteří doporučovali jako Richardova následníka bretaňského vévodu Artura, syna Janova staršího bratra Geoffroye. Artur soupeřil se svým strýcem o anglický trůn podporován francouzským králem Filipem II. V květnu roku 1200 v dohodě z Le Goulet Filip uznal Janovo právo na trůn a Jan uznal své vazalství v Normandii a Anjou.
Válka přiměla barony z Poitou k tomu, aby hledali pomoc u francouzského krále, který byl Janovou feudální vrchností v rámci některých území na kontinentu. Roku 1202 byl Jan vyzván, aby se dostavil na francouzský dvůr a vysvětlil některá obvinění, například sňatek s Isabelou z Angoulême, snoubenkou Huga z Lusignanu. Jan se odmítl podřídit a tak na základě feudálního práva, protože odmítl poslechnout svou vrchnost, byly pozemky na kontinentu, které patřily Janovi, s výjimkou Gaskoňska, začleněny do hrabství Poitou a Janovo právo na ně propadlo ve prospěch Francie. Francouzi napadli Normandii, Filip II. určil za správce pozemků, které kdysi patřily Janovi, s výjimkou Normandie, Artura a zasnoubil ho se svou dcerou Marií.
Protože potřeboval podporu pro válku na kontinentu, přikázal Jan roku 1203 aby všechny loděnice dodaly nejméně jednu loď, a například nově zbudované loděnice v Portsmouthu jich měly dodat několik. Jan ustanovil Portsmouth za centrum námořních sil (předtím bylo hlavním střediskem námořnictva Sandwich nebo Bath). Na konci roku 1204 měl k dispozici 45 velkých galér a pak každý rok další čtyři. Zřídil také admiralitu složenou ze čtyř admirálů, z nichž každý byl zodpovědný za určitou oblast nově vytvořeného námořnictva. Nechal také postavit první velkou dopravní loď a je občas považován za zakladatele Royal Navy.
Aby si v době války na kontinentu zajistil klid v Anglii a Walesu, vytvořil roku 1205 alianci s králem Gwyneddu Llywelynem Velikým tím, že mu dal za manželku svou nelegitimní dceru Johanu. Arturovi se podařilo unést svou vlastní babičku, Eleonoru Akvitánskou, ale byl Janovým vojskem poražen, zajat a uvězněn nejdříve v Falaise a později v Rouenu. Není přesně známo, jak zemřel. Některé prameny uvádí, že ho zabil sám Jan, když byl jednou opilý, jiné, že zemřel ze šoku poté, co byl vykastrován. Podezření, že byl Artur zavražděn, vyprovokovalo Bretaň a později Normandii ke vzpouře proti Janovi. Arturova sestra Eleonora zůstala Janovým vězněm po celý svůj život.

### Spor s papežem

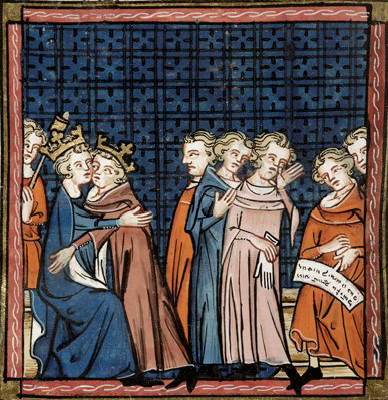
Polibek míru s králem Filipem (středověká iluminace)

Když 13. července 1205 zemřel arcibiskup canterburský Hubert Walter, dostal se Jan do sporu s papežem Inocencem III. Kapitula Canterburské katedrály se pokládala za jediný právoplatný sbor, který může zvolit Hubertova následníka a navrhla svého kandidáta Reginalda. Jan ale chtěl prosadit za příštího arcibiskupa Jana de Grayi, který mu byl nakloněn, aby měl na církev větší vliv. Když nedošlo k dohodě, zvolila kapitula arcibiskupem jednoho ze svých členů. Druhá volba, zorganizovaná Janem, vyústila ve zvolení jiného kandidáta. Když oba dorazili do Říma, papež obě volby anuloval a jmenoval, bez ohledu na Janův názor, arcibiskupem Štěpána Langtona. Jan, podporován svými barony a mnoha anglickými biskupy, Langtona odmítl akceptovat.
Jan vyhostil v červenci 1207 členy kapituly a papež reagoval exkomunikací anglického království. Král odpověděl zabavením církevního majetku, protože církev nebyla schopna vykonávat náboženské obřady. Papež, vědom si, že pokud bude církev dlouhou dobu nečinná, pozbude důvěru, povolil, aby se od roku 1209 v některých kostelech sloužily mše za zavřenými dveřmi. Roku 1212 povolil vykonávat i poslední pomazání. I když klatba působila mnohým problémy, nevedla ke vzpouře proti Janovi.
V listopadu 1209 byl Jan exkomunikován a v únoru 1213 papež pohrozil silnějšími sankcemi, pokud se Jan nepoddá. Papežův požadavek byl Janem přijat v květnu 1213 a Jan navíc slíbil platit za vykonávání církevních obřadů 1 000 marek ročně. Toto podrobení bylo formalizováno v Bulla Aurea a papežova podpora pomohla Janovi v novém sporu s jeho barony.

### Spory s barony
Po urovnání sporu s Llwelynem Velikým (po waleském povstání z roku 1211) a po dohodě s papežem se Jan začal věnovat hájení svých zájmů na kontinentu. Tento konflikt vyvrcholil roku 1214 jeho porážkou v bitvě u Bouvines, po které musel akceptovat nevýhodné mírové dohody s Francií.
Tento neúspěch obrátil anglické barony proti němu (někteří vystupovali proti Janovi již po jeho exkomunikaci z církve). Jan se s jejich vůdci setkal na pláních u Runnymede, poblíž Londýna, a 15. června byl donucen podepsat dokument Magna charta libertatum.
Vzhledem k tomu, že tento dokument podepsal pod nátlakem a s ohledem na předchozí urovnání sporu s papežem, od něho obdržel souhlas s odvoláním podpisu Magny Charty poté, co ustanou násilnosti. Tím vyprovokoval první válku baronů a vyvolal přípravy k invazi francouzského vojska vedeného princem Ludvíkem. Francouzský princ byl pozván většinou baronů, kteří jím chtěli nahradit Jana na anglickém trůnu. Jan cestoval s vojskem napříč zemí, aby potlačil baronský odpor.

## Smrt
V ústupu před francouzskou invazí se Jan vydal na cestu podél bažinatého území tak, aby se vyhnul vzbouřenci ovládané Východní Anglii. Druhá část jeho doprovodu, dopravující královské klenoty a důležité písemnosti, cestovala napříč bažinou a byla zasažena neočekávaným přílivem. To byla pro Jana rána, která oslabila jeho zdraví. Zeslaben úplavicí a neustálým cestováním 18. října (nebo 19.) 1216 na Newarském hradu zemřel. Byl pohřben ve Worcesterské katedrále a jeho srdce bylo uloženo v premonstrátském opatství Croxton.
Janova smrt však paradoxně vyřešila komplikovanou situaci v zemi, protože většina anglické šlechty se vzbouřila proti němu, nikoliv proti trůnu. Když zmizel důvod vzpoury, vrátila se většina šlechty na stranu jeho syna Jindřicha a francouzská vojska vyhnala ze země. Prince Ludvíka navíc přinutili v roce 1217 podepsat dohodu z Lambethu. Nově zavedená omezení královské moci obsažená v Magně Chartě však zůstala převážně zachována. Regentem devítiletého krále se do jeho plnoletosti stal Vilém Maréchal, hrabě z Pembrokeu.

## Sňatky a potomci

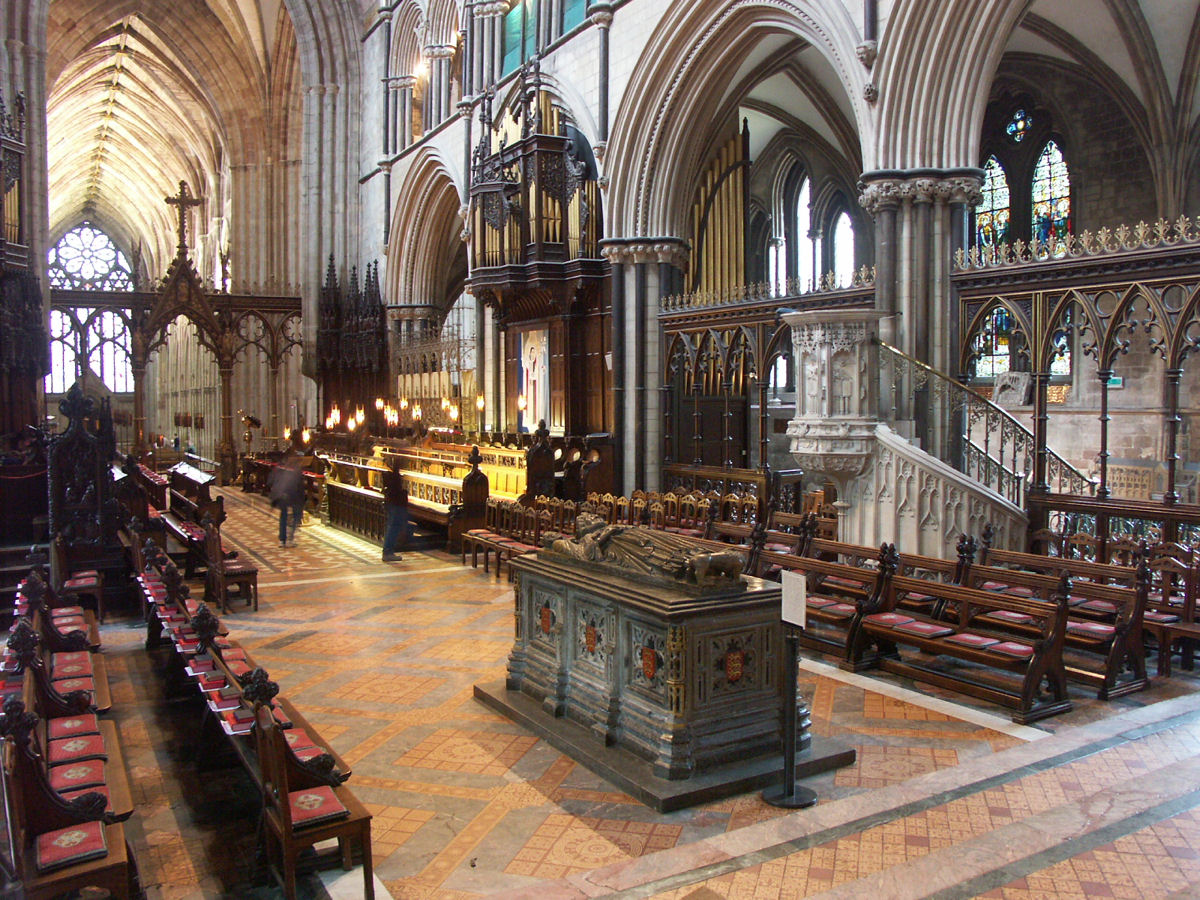
Janův náhrobek (katedrála ve Worcesteru)

Roku 1189 se Jan oženil s Isabelou z Gloucesteru, dědičkou gloucesterského hrabství. Z tohoto svazku nevzešli žádní potomci a tak Jan tento sňatek anuloval krátký čas předtím, než nastoupil 6. dubna 1199 na anglický trůn, nebo krátce poté.
Jan se podruhé oženil 24. srpna 1200 s dvanáctiletou Isabelou z Angoulême, dědičkou hrabství Angoulême, která mu dala pět dětí – Jindřicha, Richarda, Johanu, Isabelu a Eleonoru. Mimoto měl Jan i mnoho nelegitimních potomků, např. Johanu Waleskou, a býval označován jako smilník.

## Odkaz
Období vlády krále Jana je považováno za jedno z nejnešťastnějších období anglické historie. Na počátku byla ztráta francouzského území Normandie a na konci občanská válka, která ho přivedla do stavu, kdy byl téměř bez vlivu na chod země. Roku 1213, aby vyřešil svůj spor s papežem, dopustil, aby se Anglie stala papežským lénem a vzbouření baroni ho přinutili podepsat Magnu Chartu.
I když byla správa jeho království efektivní a Jan byl schopným vládcem, ztratil podporu svých baronů, protože na ně uvalil daně v takové výši, která v té době nebyla obvyklá. Daň, na rozdíl od předchozích období, nezahrnovala vyslání a vyzbrojení rytířů a jejich vojenského doprovodu, ale byla vyžadována ve formě peněžních prostředků. Jan měl nicméně velký přehled, byl velmi dobře informován a často se účastnil zasedání královského soudního dvora jako soudce.

## Vývod z předků
|              |                               |  |                        |                              |  |  |  |  |  |  |  | Fulko IV. z Anjou |
|              |                               |  |                        |                              |  |  |  |  |  |  |  |                   |
|              | Fulko V. z Anjou              |  |                        |                              |  |  |  |  |  |  |  |                   |
|              |                               |  |                        |                              |  |  |  |  |  |  |  |                   |
|              |                               |  |                        | Bertrada z Montfortu         |  |  |  |  |  |  |  |                   |
|              |                               |  |                        |                              |  |  |  |  |  |  |  |                   |
|              | Geoffroy V. z Anjou           |  |                        |                              |  |  |  |  |  |  |  |                   |
|              |                               |  |                        |                              |  |  |  |  |  |  |  |                   |
|              |                               |  |                        | Eliáš I. z Maine             |  |  |  |  |  |  |  |                   |
|              |                               |  |                        |                              |  |  |  |  |  |  |  |                   |
|              | Ermengarda z Maine            |  |                        |                              |  |  |  |  |  |  |  |                   |
|              |                               |  |                        |                              |  |  |  |  |  |  |  |                   |
|              |                               |  |                        | Matylda ze Château-du-Loire  |  |  |  |  |  |  |  |                   |
|              |                               |  |                        |                              |  |  |  |  |  |  |  |                   |
|              | Jindřich II. Plantagenet      |  |                        |                              |  |  |  |  |  |  |  |                   |
|              |                               |  |                        |                              |  |  |  |  |  |  |  |                   |
|              |                               |  |                        | Vilém I. Dobyvatel           |  |  |  |  |  |  |  |                   |
|              |                               |  |                        |                              |  |  |  |  |  |  |  |                   |
|              | Jindřich I. Anglický          |  |                        |                              |  |  |  |  |  |  |  |                   |
|              |                               |  |                        |                              |  |  |  |  |  |  |  |                   |
|              |                               |  |                        | Matylda Flanderská           |  |  |  |  |  |  |  |                   |
|              |                               |  |                        |                              |  |  |  |  |  |  |  |                   |
|              | Matylda Anglická              |  |                        |                              |  |  |  |  |  |  |  |                   |
|              |                               |  |                        |                              |  |  |  |  |  |  |  |                   |
|              |                               |  |                        | Malcolm III. Skotský         |  |  |  |  |  |  |  |                   |
|              |                               |  |                        |                              |  |  |  |  |  |  |  |                   |
|              | Matylda Skotská               |  |                        |                              |  |  |  |  |  |  |  |                   |
|              |                               |  |                        |                              |  |  |  |  |  |  |  |                   |
|              |                               |  |                        | Markéta Skotská              |  |  |  |  |  |  |  |                   |
|              |                               |  |                        |                              |  |  |  |  |  |  |  |                   |
| Jan Bezzemek |                               |  |                        |                              |  |  |  |  |  |  |  |                   |
|              |                               |  |                        |                              |  |  |  |  |  |  |  |                   |
|              |                               |  | Vilém VIII. Akvitánský |                              |  |  |  |  |  |  |  |                   |
|              |                               |  |                        |                              |  |  |  |  |  |  |  |                   |
|              | Vilém IX. Akvitánský          |  |                        |                              |  |  |  |  |  |  |  |                   |
|              |                               |  |                        |                              |  |  |  |  |  |  |  |                   |
|              |                               |  |                        | Hildegarda Burgundská        |  |  |  |  |  |  |  |                   |
|              |                               |  |                        |                              |  |  |  |  |  |  |  |                   |
|              | Vilém X. Akvitánský           |  |                        |                              |  |  |  |  |  |  |  |                   |
|              |                               |  |                        |                              |  |  |  |  |  |  |  |                   |
|              |                               |  |                        | Vilém IV. z Toulouse         |  |  |  |  |  |  |  |                   |
|              |                               |  |                        |                              |  |  |  |  |  |  |  |                   |
|              | Filipa z Toulouse             |  |                        |                              |  |  |  |  |  |  |  |                   |
|              |                               |  |                        |                              |  |  |  |  |  |  |  |                   |
|              |                               |  |                        | Emma z Mortain               |  |  |  |  |  |  |  |                   |
|              |                               |  |                        |                              |  |  |  |  |  |  |  |                   |
|              | Eleonora Akvitánská           |  |                        |                              |  |  |  |  |  |  |  |                   |
|              |                               |  |                        |                              |  |  |  |  |  |  |  |                   |
|              |                               |  |                        | Boson II. ze Châtellerault   |  |  |  |  |  |  |  |                   |
|              |                               |  |                        |                              |  |  |  |  |  |  |  |                   |
|              | Aimery I. z Rochefoucauldu    |  |                        |                              |  |  |  |  |  |  |  |                   |
|              |                               |  |                        |                              |  |  |  |  |  |  |  |                   |
|              |                               |  |                        | Alienor z Thouars            |  |  |  |  |  |  |  |                   |
|              |                               |  |                        |                              |  |  |  |  |  |  |  |                   |
|              | Eleonora ze Châtelleraultu    |  |                        |                              |  |  |  |  |  |  |  |                   |
|              |                               |  |                        |                              |  |  |  |  |  |  |  |                   |
|              |                               |  |                        | Barthelemy z L'Isle Bouchard |  |  |  |  |  |  |  |                   |
|              |                               |  |                        |                              |  |  |  |  |  |  |  |                   |
|              | Dangereuse z l'Isle-Bouchaard |  |                        |                              |  |  |  |  |  |  |  |                   |
|              |                               |  |                        |                              |  |  |  |  |  |  |  |                   |
|              |                               |  |                        | Gerberge de Blaison          |  |  |  |  |  |  |  |                   |
|              |                               |  |                        |                              |  |  |  |  |  |  |  |                   |